# 1857 (numero)
Milleottocentocinquantasette (1857) è il numero naturale dopo il 1856 e prima del 1858.

## Proprietà matematiche
- È un numero dispari.
- È un numero composto da 4 divisori: 1, 3, 619, 1857. Poiché la somma dei suoi divisori (escluso il numero stesso) è 623 < 1857, è un numero difettivo.
- È un numero nontotiente in quanto dispari e diverso da 1.
- È un numero palindromo e un numero ondulante nel sistema posizionale a base 14 (969).
- È un numero felice.
- È un numero fortunato.
- È un numero di Proth.
- È un numero odioso.
- È un numero intero privo di quadrati.
- È parte delle terne pitagoriche (1857, 2476, 3095), (1857, 191576, 191585), (1857, 574740, 574743), (1857, 1724224, 1724225).

## Astronomia
- 1857 Parchomenko è un asteroide della fascia principale del sistema solare

## Astronautica
- Cosmos 1857 è un satellite artificiale russo.